# Bodó Márta
Bodó Márta (Kolozsvár, 1963. szeptember 20. –) erdélyi magyar lapszerkesztő, író.

## Életpályája
1986-ban diplomázott a Babeș–Bolyai Tudományegyetemen Kolozsváron magyar–angol szakon. 1993-tól szerkeszti a Keresztény Szó és a Vasárnap római katolikus lapokat. 1998-ban ugyanitt katolikus teológiából is diplomázott. 2007-ben doktorált.
Fő kutatási területei: az irodalom- és színháztörténet, a nőnevelés, a női szerepek. Számos publikáció társszerzője és szerkesztője.

## Művei
- Iskola és színház. Az iskoladráma neveléstörténeti és pedagógiai szerepe. Verbum, Kolozsvár, 2009
- Egyház és színház. A liturgikus dráma és misztériumjáték drámaelméleti alapjai. Verbum, Kolozsvár, 2012
- Hit, kultúra, kommunikáció. Világhírnév Kiadó, Kolozsvár, 2012
- Jóbarát. Egy erdélyi katolikus lap a két világháború között. Verbum, Kolozsvár, 2013
- Nőszirom. Lector, Marosvásárhely, 2016

## Fordítás
- Ez a szócikk részben vagy egészben  a   Márta Bodó című eszperantó Wikipédia-szócikk ezen változatának fordításán alapul.  Az eredeti cikk szerkesztőit annak laptörténete sorolja fel. Ez a jelzés csupán a megfogalmazás eredetét és a szerzői jogokat jelzi, nem szolgál a cikkben szereplő információk forrásmegjelöléseként.